# 放散痛
放散痛（ほうさんつう、radiating pain）とは、関連痛のうち、病気の原因部位とまったくかけ離れた部位に現れる痛みのこと。例えば、内臓疾患によって腰痛や肩の痛みが出たり、心筋梗塞など心臓の病気により、肩や背中、歯などに痛みが現れることがある。